# 難破MG5
《難破MG5》是小沢利雄的不良少年漫画。 从2005年第27期到2008年第42期在《周刊少年Champion》（秋田书店）连载。單行本共出版18卷。《雙面人難破》是其續集。
真人版日劇由日本富士電視台於2022年4月13日，每週三22:00首播。台灣由KKTV於4月14日起跟播。

## 登場人物

### 難破家
難破剛
主角，難破家次男。知名的流氓學校萬田國中畢業，隱瞞家人，說要去流氓學校市松高中就讀，實際上卻是讀市松高中對面的白百合高中。喜歡的對象是藤田深雪，也因為她進入了美術社，二年級時當上副社長，三年級時當上社長，並在《雙面人難破》一開始因為每班級都派選代表參選學生會長，而剛高票當選。打架功夫一流，但都是為朋友出氣，而英文程度很好，跟外國人對話十分如意，繪畫方面很有天份。
難破猛
難破家長男。流氓學校城南高中畢業。打架功夫一流，入學後一個月就稱霸城南，而畢業後當起米蟲（自認為打柏青哥是工作），因為被閒話而到寵物店打工。
難破吟子
難破家長女。與兩個哥哥一樣就讀萬田國中，三年級時對未來的發展起了疑惑，而遇到佐藤後，開始用功讀書，最後考上白百合高中，成為阿剛的學妹，因此也知道了阿剛的雙重身份。
難破勝
難破家的家長。職業為卡車司機。
難破直美
難破家的主婦，柏青哥賭徒。
難破松
難破家的狗。純種的柴犬，右眼有傷疤，幼小時被拋棄在橋邊，而被阿剛拾獲，脖子上掛著護身符是阿猛給的。

### 剛的協力者
- 知悉剛的雙重生活者。

牧野彌生
就讀白百合高中，前太妹總長，阿剛在美術社的學妹，在二年級時當上副社長，一場事件而認識了特攻服，也深深喜歡上他，之後才知道肉腳形象的阿剛就是特攻服本人.
伍代直樹
初登場時，市松高中一年級。
大丸大助
与剛同样喜欢深雪，成立了藤田粉丝后援团
駿河鉄人
剛在萬田國中的學弟。後誤以為剛在市松高中，而進市松高中就讀。

### 白百合高中
藤田深雪
剛的同班同學。阿剛在就讀白百合高中開學時就深深被她給吸引而喜歡上她，因為喜歡繪畫加入了美術社，不過繪畫天份十分差勁...，電話費太貴，後來就拚命打工要還錢給母親，一位十分傻大姐的人。一開始很討厭特攻服，之後自己胡思亂想，而喜歡上特攻服。
島崎登
剛的同班同學。剛在白百合高中的第一個男性友人。

## 電視劇
《難破MG5》為於2022年4月13日至6月22日在日本富士電視台「水10」時段（22:00 - 22:54 JST）播出的電視連續劇，由間宮祥太朗主演。

### 演員列表

#### 難破家
- 難破剛：間宮祥太朗 [3]
- 難破勝：宇梶剛士 [4]
- 難破直美：鈴木紗理奈 [4]
- 難破猛：滿島真之介 [5]
- 難破吟子：原菜乃華 [4]
- 難破松：豆三郎（聲：津田健次郎）

#### 難破剛的相關人物
- 牧野彌生：鈴木優華
- 伍代直樹：神尾楓珠 [6]
- 藤田深雪：森川葵 [7]
- 大丸大助：森本慎太郎（SixTONES）[8]
- 守田卷：富田望生 [9]
- 島崎登：春本ヒロ
- 東ミチル：加藤諒 [10]
- 西田リョウ：藤田真澄 [10]

### 製作團隊
- 原作：小澤利雄《難破MG5》《雙面人難破》（秋田書店《週刊少年Champion》）
- 編劇：金澤達也
- 編劇協力：湯田美帆
- 導演：本廣克行、品田俊介、森脇智延、佐佐木敦規
- 配樂：宗本康兵
- 主題曲：WANIMA（unBORDE / Warner Music Japan）
- 插入曲：WANIMA（unBORDE / Warner Music Japan）
- 攝影：川越一成、宮崎康仁
- 燈光：藤川達也
- 動作監修：朝倉海
- 動作導演：奥住英明
- 編成企劃：上原壽一
- 制作人：栗原彩乃、古郡真也（FILM）
- 制作協力：FILM
- 制作・著作：富士電視台第一制作部

### 播出日程
- 第1話加長15分鐘（22:00 - 23:09）。

| 各話                                                                      | 播出日期 | 標題 | 導演       | 收視率 |
| ------------------------------------------------------------------------- | -------- | ---- | ---------- | ------ |
| 第1話                                                                     | 4月13日  |      | 本広克行   | 6.6%   |
| 第2話                                                                     | 4月27日  |      | 佐々木敦規 | 4.9%   |
| 第3話                                                                     | 5月04日  |      | 品田俊介   | 5.3%   |
| 第4話                                                                     | 5月11日  |      | 尾﨑隼樹   | 4.8%   |
| 第5話                                                                     | 5月18日  |      | 阿部雅和   | 5.2%   |
| 第6話                                                                     | 5月25日  |      | 佐々木敦規 | 4.9%   |
| 第7話                                                                     | 6月01日  |      | 品田俊介   | 5.3%   |
| 第8話                                                                     | 6月08日  |      | 尾﨑隼樹   | 5.4%   |
| 第9話                                                                     | 6月15日  |      | 本広克行   | 5.3%   |
| 最終話                                                                    | 6月22日  |      | 本広克行   | 6.2%   |
| 平均收視率 5.4%（收視率由Video Research調查關東地區、家戶的即時統計資料） |          |      |            |        |
| 特別篇                                                                    | 4月20日  |      | -          | 4.4%   |
| 特別篇                                                                    | 6月29日  |      | 阿部雅和   | -      |

## 外部連結
- 官方网站 - 富士電視台（日語）
- 難破MG5的X（前Twitter） （日語）
- 難破MG5的Instagram帳戶（日語）

| 富士電視台 週三晚間十點連續劇      | 富士電視台 週三晚間十點連續劇      | 富士電視台 週三晚間十點連續劇 |
| ---------------------------------- | ---------------------------------- | ----------------------------- |
|                                    | 難破MG5 （2022年4月13日－6月22日） |                               |
| Fragile （2016年1月13日－3月16日） | 鋼盔 （2022年7月6日－9月14日）     |                               |